# Семноха
Семноха (пол. Siemnocha) — село в Польщі, у гміні Леліс Остроленцького повіту Мазовецького воєводства.
Населення — 282 особи (2011).
У 1975-1998 роках село належало до Остроленцького воєводства.

## Демографія
Демографічна структура станом на 31 березня 2011 року:
|          | Загалом | Допрацездатний вік | Працездатний вік | Постпрацездатний вік |
| -------- | ------- | ------------------ | ---------------- | -------------------- |
| Чоловіки | 138     | 36                 | 96               | 6                    |
| Жінки    | 144     | 41                 | 83               | 20                   |
| Разом    | 282     | 77                 | 179              | 26                   |